# Sierszew
Sierszew – wieś w województwie wielkopolskim, w powiecie jarocińskim w gminie Żerków.
Wraz z sąsiednią wsią Sucha tworzy wspólne sołectwo Sierszew-Sucha.
W Sierszewie znajduje się dawny zbór ewangelicki wybudowany w 1847 roku (obecnie kościół rzymskokatolicki). Do 1856 roku ewangelicy z Sierszewa należeli do gminy pleszewskiej. Pierwszym pastorem odrębnej gminy ewangelickiej był Karol Gottlieb Gartig.